# Komlós János (humorista)
Komlós János (Budapest, 1922. február 9. – Budapest, 1980. július 18.) magyar újságíró, kabaréigazgató, humorista, konferanszié, író, kritikus, műfordító, dramaturg, ÁVH vizsgáló-kihallgató, rendőr és kémelhárító tiszt.
Középosztálybeli zsidó polgárcsalád gyermekeként született. Rabbinövendékként tanult, a háború végén „elit-értelmiségi” munkaszolgálatos, onnan megszökve az új hatalom rendteremtője, 1947–1953 között az ÁVH vizsgáló-kihallgató tisztje.
Az ÁVH-ból kikerülve 1-2 évig orosz szakfordítóként, majd külügyes fedőállásban titkosszolgálati kémelhárító tisztként dolgozott. 1956. október 23-án még ott volt a Rádió előtt tüntető tömegben, végül a valódi rendszerváltástól megijedve az eseményeket ellenforradalomként élte meg. Ezután került kulturális területre: 1957-ben a Magyar Rádió irodalmi osztályán szerkesztő, 1958-tól vezette a Magyar Nemzet, 1962–1967 között a Népszabadság kulturális rovatát. 1965–1980 között jelentek meg szatírái, humoreszkjei és jelenetei.
1967-től a Mikroszkóp Színpad megalapítójaként igazgatója és konferansziéja 1980-ban bekövetkezett haláláig. Országos ismertséget a Rádiókabaréban és a televízió Az érem harmadik oldala, Az én csatornám című műsoraiban, valamint a szilveszteri kabarék vezető konferansziéjaként szerzett. Meghatározó szerepe volt a sajátos magyar szocialista politikai kabaré, a „felülről engedélyezett odamondogatás” megteremtésében.
Mindeközben a legfelső pártvezetés bizalmi emberének számított. ÁVH-s tetteinek híre, titkosszolgálati háttere, a legfelső pártvezetésig nyúló személyes kapcsolatai, vezetői intellektusa a Kádár-rendszer kulturális életének nagy hatalmú, sokak által félt, mások által nagyra tartott korabeli megmondóemberévé, korának jellegzetes karakterévé tették.

## Élete

### Ifjúkora, családja
1922-ben, Budapesten született középosztálybeli zsidó polgári családba. Anyja Strausz Irma, gyors- és gépírónő. Apja, Komlós Zsigmond konzervatívabb felfogású, neológ zsidó ember, akinek Kispesten saját kis lisztkereskedő ügynöksége volt (esetleg lisztkereskedő cégnél is dolgozott tisztviselőként). A belvárosi, Király utcai „poloskás, gangos bérházban” lakó családot a viszonylagos polgári jólét mellett az üzletmenettől, gazdasági helyzettől függően anyagi gondok is meg-megérintették. A család tartotta a sábbátot, szombatonként zsinagógába járt, kóser háztartást vezetett. 
Apai nagyapja Kohn Zsigmond a felvidéki Zavar község zsidó egyesületi tanítója volt, míg nagybátyja, Kohn Zoltán rabbi, a budapesti rabbiképző tanára. Apját 1938-ban (más források szerint 1943-44-ben) az élelmiszerkorlátozások idején lisztjeggyel kapcsolatos visszaélés miatt elítélték. Fogházbüntetésének letöltése alatt zsidóként Auschwitzba hurcolták, a koncentrációs táborban halt meg.
A rabbi és tanító felmenőkkel rendelkező családban szigorú vallásos nevelést kapott. Nagyapja felügyeletével már 3 évesen írni és olvasni kellett tanulnia héberül. Kisgyermekként dadogással küszködött, ezzel kezdetben konferansziéként is meg kellett küzdenie.
Iskolai tanulmányait a 12 osztályos zsidó gimnáziumban (Pesti Izraelita Hitközség Reálgimnáziuma, ma ELTE Radnóti M. Gimnázium) kezdte 1928-ban. Osztályfőnöke saját nagybátyja volt. Komlós jó képességű, szorgalmas, sokat olvasó fiú volt, társai szerint kissé zárkózott, kissé fölényes modorú. Iskolán kívül a VII. kerületi „Csikágó” negyed miliőjében nevelkedett: „Amott a Liget, a hajdani Fáskör, ahol sötétedésig rúgtuk a rongylasztit, futottunk, birkóztunk, ugráltunk.” [...] „Ez a Bethlen téri határ veszélyes vidék. Itt gyakran megvertek az odaáti srácok, ha áttévedtem. Mi is megvertük őket. A határ már egy ilyen hely.” A 4 elemi után dönteni kellett, hogy reáliskolában, vagy a rabbiképző osztályban folytatja-e tanulmányait. Jó tanulmányi eredményeire tekintettel, vélhetően rabbi osztályfőnöke-nagybátyja és apja akaratának megfelelően a rabbiképző mellett döntöttek. A rabbiképző tagozat szigorúbb keretei közt, főleg humán tantárgyakból, kimagasló oktatás folyt. Mivel délelőtt-délután voltak órák, a család a rabbiképzőhöz közeli Vas utcába költözött. János jól tanult, de nem számított megszállottan vallásos, rabbinak készülő növendéknek. A társai kedvelték, nyaranta a jómódú, polgári származású tizenévesek színes életét élte, strandolt, barátkozott és lányoknak udvarolt.
Sápadt, magas srác volt, vállig érő szőke hajjal. A csajok mindig körülülték, és ő előadásokat tartott az ónémet minnezengerekről, a preklasszikus operákról…
Mint rabbiképzős, a reál tagozatosoknál egy évvel később érettségizett, megszerezve a világi mellett a héber érettségit is 1940-ben. 1941-ben kezdte meg a Rabbiképző Intézet és a Pázmány Péter Tudományegyetem bölcsészkarát, melynek elvégzése és a bölcsészkari doktori cím megszerzése a rabbi diplomához kötelező volt. Pesten lakó, csak órákra bejáró hallgatóként nem tartozott az internátusban éjjel-nappal együtt lévő szorosabb közösségbe, de sokan ismerték és kedvelték. Nem készült igazán rabbinak, a rabbiképzős és bölcsészkari nappali tanulmányok mellett sok mást csinált. A lisztjeggyel való visszaélés miatt börtönben lévő apja hiányát anyagilag megszenvedő családot segítendő egy nyáron volt házitanító Kecskeméten. A nappali tanulmányok mellett pedig éjszaka hol mosogatófiúként az Arizona mulatóban, hol csaposként egy rokona Szabolcs utcai kiskocsmájában dolgozott, és szerzett gyakorlati élettapasztalatokat.
Amikor aztán a valódi verekedés kezdődött, bevetésre kerültem. Felkaptam az egyik szódásüveget, és spriccelni kezdtem.
Írói ambícióit jelezte, hogy újságíró gyakornokként rövid ideig dolgozott a Horthy-korszak legnépszerűbb szépirodalmi hetilapjánál, az ünnepelt polgári író, Herczeg Ferenc szerkesztette Új Időknél is. Herczeg kedvelte a fiatal Komlóst.
Mindeközben kapcsolatba került kommunista gondolkodású emberekkel, így Kádár Jánossal, majd 1941 körül egyre aktívabban bekapcsolódott az illegális kommunista mozgalom értelmiségi csoportjainak kormány-, német- és háborúellenes szervezkedéseibe. Feltételezhetően részt vett az Arizona mulatóban tevékenykedő németellenes, idegen kémszolgálatok magyarországi tevékenységében. Maradék szabadidejében pedig – zsidóként rendhagyó módon – a Fradiban vízilabdázott. 1944-ben a német megszállás után gyakran későn járt haza, mert kommunista kapcsolataival találkozott. 1944-ben megszerezte magyar-latin bölcsészdiplomáját.

### Munkaszolgálat rabbiképzősként
Komlós rabbiképzős évfolyama 1943-ban majd 1944-ben is halasztási engedéllyel elkerülte a munkaszolgálatot, Komlóst végül mégis bevonultatták. Más munkaszolgálatosokhoz képest kivételezett körülmények közé, egy budapesti elit egyetemista-értelmiségi zsidó századba került, Budapest közelébe, 16 rabbiképzőssel, számos, később nevet szerző értelmiségi személyiséggel (Somlyó György költő, Karinthy Ferenc, Urai (akkor Ungár) László orvosprofesszor, Somogyi Pál humorista). Munkájuk kezdetben körlettisztogatásból és gyakorlatozásokból állt, majd Pesten élelmiszer-szállítmányokat rakodtak, takarítottak, Pomázon német repülőteret építettek.
Komlós a táborban, a többi rabbiképzőstől eltérően, nem viselkedett rabbijelöltként, nem gyakorolta a vallásos előírásokat, nem imádkozott, nem hordott kipát. Viszont, ahogy a többi rabbiképzősnek, nem kellett részt vennie a munkában. „A többiek talpfákat meg különböző betonelemeket rakodtak ki a vagonokból. Komlós ott állt, és nézte.” Az értelmiségi században a fizikai munkához nem szokott egyetemistáknak ezen kívül is elnézték a munka mímelését. A front közeledtével a fővárosban fokozódó összevisszasággal együtt a táborban is tovább lazult a fegyelem, egyre többen megszöktek. Komlós sem várta meg a maradék század Nyugatra szállítását, megszökött, és az orosz hadsereg megérkezéséig hátralévő néhány hónapban illegálisan élt Budapesten.
Sokáig kerülgettem a katonát, aki a Szabolcs utcai palánknál őrködött. Jámbor képe volt, a cigarettát is elfogadta, ami jó jel egy uniformisba burkolt jellemet illetően. Harmadnapra meg is állapodtunk, hogy este, ha a palánkon átugrom, nem akadékoskodik. Adok neki száz pengőt, amit kártyán nyertem a hármas szakaszban, ő pedig nem lő.

### A háború után, az új hatalom „rendteremtőjeként”
1945-ben, az ország szovjet megszállása után, az addigi illegális kommunisták a szovjet hadvezetés támogatásával gyorsan elfoglalták a rendfenntartás pozícióit. Az erőszakszervezetekbe nagy számban jelentkeztek zsidó értelmiségiek. Ezt az utat választotta a háború alatt meggyőződéses antifasisztává és baloldalivá váló, a zsidóüldözésekben apját elvesztő Komlós János is. A „zsidóirtó horthysták, nyilasok és fasiszták” elleni bosszútól fűtve jelentkezett az új karhatalmi erőkhöz és részt vett a hatalomátvétel után meginduló nyilas vagy annak vélt emberek elleni országos megtorló hajszában.
1945 februárjában – később társaságban, ha nagyon lerészegedett, rendszeresen mesélte – ő akasztotta az Oktogonon Rotyis Pétert és Szívós Sándort, az elsőként elítélt és nyilvánosan kivégzett háborús bűnösöket. (Komlós nem volt a hivatalosan kijelölt ítéletvégrehajtók között.) 
1945-ben belépett az SZDP-be, ennek révén az új hatalomban, a városházán közellátási nyomozóként az emberek hatóság elől elrejtett élelmiszerkészletei után nyomozott. A rekvirált élelmiszerekből, lisztből, a többiekkel együtt, Komlós is sikkasztott. Családja így a háború utáni ínségben is „mindig jó kenyeret ehetett”. Pár hónapon belül, 1945 májusában jelentkezett az államvédelmi rendőrséghez. Budapesti részlegével embereket tartóztatott le. Felettesei felfigyeltek nagy igyekezetére, intellektusára és műveltségére, egyúttal észrevették fölényeskedő, másokat megalázó magatartását is. 1946-ban a szociáldemokratáktól átlépett a Magyar Kommunista Pártba.

### Szeged – ÁVO vezetőhelyettes és kihallgató tiszt (1947–1950)

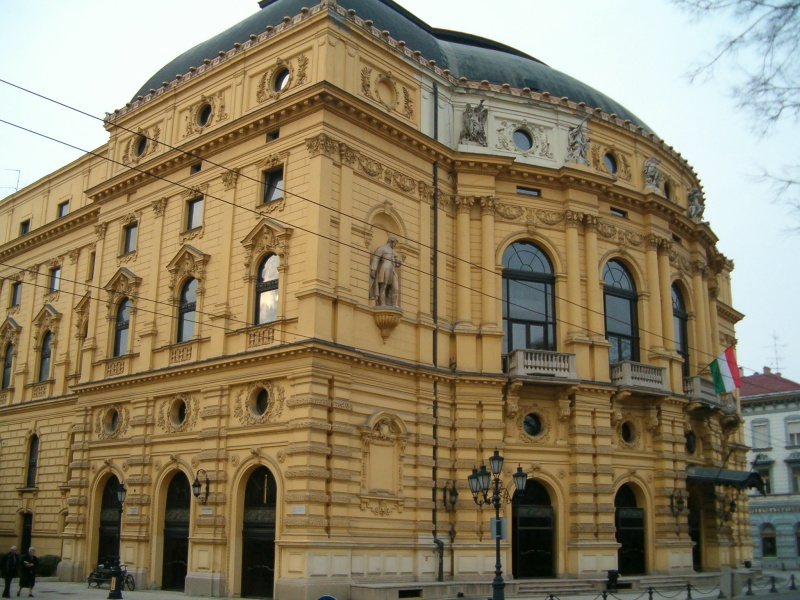
A Szegedi Nemzeti Színház – a kulturális élet iránt érdeklődő Komlós rendszeresen látogatta előadásait

Miután a terepmunkában bizonyított, rendőr főhadnagyként 1947-ben Szegedre helyezték ahol Janikovszky Béla mellett a ÁVO vezetőhelyettesként a politikai nyomozóosztályt vezette. Munkájának fontos része volt a nyomozások és kihallgatások lefolytatása. Kegyetlenségének köszönhetően hamar rettegett hírnévre tett szert. „Állati, szadista kegyetlenségekben volt részem. Azt kérdezték, hány zsidót öltem meg. Később azt feleltem neki, hogy az összes zsidógyilkosságot én követtem el, amiket nem vallottak be. Erre nekem estek, tűket szúrtak a körmöm alá, gúzsba kötöttek, és addig verték meztelen talpamat, míg egy söprűnyél ütés közben el nem törött. Beleraktak egy medencébe, és addig eresztették rám a vizet, amíg el nem lepett, amikor egy hajszálon függött az életem. Ezt olyan embertől kellett elviselnem, akinek később az egész ország tapsolt: Komlós János.”
Főszervezőként irányított több, az ÁVH által provokált, illetve konstruált pert, melyek célja a többpártrendszer megszüntetése és a jobboldali személyiségek letartóztatása volt. Első nagy ügye 1947-ben a „szegedi rémhírterjesztőközpont-ügy”. Ő volt a kihallgatótisztje a konstruált összeesküvés fővádlottjainak (Falcióne Kálmán, Gaál Róbert). Komlósék vallatással, brutális kínzásokkal és verésekkel kényszerítették az ártatlan gyanúsítottakat a valótlanságokat tartalmazó beismerő vallomások aláírására, amelyek alapján súlyos börtönbüntetéseket szabtak ki. Legnagyobb szegedi ügyeként 1947-ben Komlós találta ki, tervezte meg és részben kivitelezte a „Magyar Ellenállási Mozgalom, Lévay Béla és társai ügyet”, melyben beszervezett provokátort alkalmazva felszámolták a szegedi konzervatív erők maradékát. Az 1948–50-es erőszakos téeszesítés és kuláküldözés időszakában Komlósék feladata volt kulákverések megszervezése, mely során a falvakból a nagygazdákat összeszedték és a rendőrségen összeverték. Bálint László szerint 1950-ben még jelentős szerepet kapott a lengyelkápolnai párttitkárgyilkosság ügyben a konstruált „kulákszervezkedés” bizonyításában, a beismerő vallomások elérésében, melynek eredményeképp falusi gazdákat börtönöztek be és családokat telepítettek ki falujukból. Tabajdi Gábor adata szerint viszont 1949 szeptemberében – legalábbis papíron – már az ÁVH Buda környéki osztályának vezetői állományában tartották nyilván.
Komlós szegedi ÁVH-s munkája mellett szenvedélyesen érdeklődött a szegedi kulturális és színházi élet iránt is. Szegedről rövid időre, 1950 februárjáig az ÁVH Pest megyei osztályvezetőjének nevezték ki századosként.

### Pécs, megyei ÁVH parancsnok 1950–1953
1950 februárjában Pécsre, a Baranya megyei ÁVH parancsnokává nevezték ki századosként. Pécsen ott folytatta, ahol Szegeden abbahagyta: az 1950-es téeszesítés során a pécsi osztály az ő utasítására törvénytelenségek sorát követte el. A „reakció és klerikálisok” elleni harc itt is kiegészült az ellenséges Jugoszláviával szembeni határvédelemmel. 1950-ben kezdeményezője, Kubinyi Ferenc szerint kiötlője volt a „pécsi Sahti-pernek”, melyben a pécsi konzervatív értelmiséggel kívánt leszámolni. Egy szovjet per mintájára szabotázsnak tüntettek fel két bányarobbanást, majd letartóztattak és elítéltek nemzeti konzervatív múltú bányamérnököket. Hiányukat megsínylette a bányatermelés, ezért a pártvezetés a pert utólag hibának értékelte, a mérnököket rehabilitálták. Ez Komlós ÁVH-s karrierje megtörésének egyik oka lett. A másik okot az szolgáltatta, hogy 1951-ben beosztottjai kisebb nemzetközi konfliktust okozva egy ÁVH-s határrazzia során megvertek embereket és letartóztattak két jugoszláv parasztot. Emellett arrogáns vezetői stílusára is sok panasz érkezett. A pesti ÁVH-n irodistaként dolgozó barátnője személyes kapcsolata segített: főnökének közbenjárására megúszta a komolyabb retorziót. 1952-ben őrnagyról századossá fokozták le, és Pécsről visszahelyezték Budapestre, az ÁVH központi kémelhárító osztályára, a kihallgató csoporthoz. Ekkor – ismerősei szerint talán „hálából” is – feleségül vette a felelősségre vonástól megmentő barátnőjét.

### Ismét Budapesten, lefokozva, kémelhárító kihallgató tisztként
1951-ben kihallgatótiszt volt a Grősz-per kihallgatásaiban. Korabeli belső minősítése szerint „a Grősz-ügy vizsgálati munkájában kiváló eredményt ért el, majd ezután egy különlegesen bizalmas ügy vizsgálatában […] igen jól megállta a helyét.” Ez a Kádár-per volt, amelyben a kihallgató csoportba jegyzőkönyv-kiértékelőnek osztották be. Felesége szerint itt látta, hogy Kádár ellen koncepciós eljárás folyik, és kereste a szakítást az államvédelemmel, amikor „az belecsúszott koncepciós szakaszába” (azaz a leszámolások a párton belüliekre is átterjedtek, pl. Rajk-per, cionisták pere, Kádár-per). E. Fehér Pál szerint ÁVH-tól történt eltávolításában szerepet játszhatott, hogy a Rákosi-klikk egy idő után igyekezett az ÁVH-ban magas arányban lévő vezető beosztású zsidók számát csökkenteni, és a rabbiképzőt végzett, amúgy is túl intellektuális Komlós nem illett a sorba. Egy 1952-es belső jelentésben azt írták, „kispolgári magatartása, megnyilvánulásai… nem teszik alkalmassá az államvédelmi szolgálatra”. 1953-ban szerelték le a központi kémelhárító alosztályának vezetőjeként, áv. őrnagyi rangban.

### Kikerülve az ÁVH-tól: külügyes fedőállásban, titkosszolgálati tisztként 1956-ig
Az ÁVH-n belül zajló veszélyes káderharcokat (Rajk-per, Kádár-per) megúszva azok közé került, akiket a polgári életben helyeztek el valamilyen pozícióban. Kikerülése után is elkötelezett rákosista maradt, némi, „személyiségéből fakadó iróniával fűszerezve”. 1953-ban Sztálin halálát meggyászolta. 1953-ban Komlóst közepes orosz nyelvtudásával fordítónak, szerkesztőnek helyezték az Országos Mezőgazdasági Kutatóintézetbe, majd műszaki fordítóként a Távközlési Kutató Intézetbe és a Középgépipari Technológiai Intézethez került.
1956 februárjában az államvédelmi szolgálat visszavette állományába titkos (T-állományú) tisztként. Fedőállásban a Külkereskedelmi Minisztérium protokollosztályának vezetőjeként dolgozott, miközben titkosszolgálati kémelhárító rezidensként ő irányította protokoll-vonalon az államvédelmi hálózatot. Értékelései szerint „nagy hozzáértéssel végezte a munkáját”, „munkájával nagyon segítette a kémelhárító osztályt”, bár érezték, a protokollos-kémelhárító munkát „nem tartotta végcéljának és így sokat foglalkozott újságírással”. 
Közben ugyanis, intellektuális ambíciójától hajtva, az irodalom és kultúra felé igyekezett, ismeretségeit és ÁVH-s hátterét is latba vetve. Ekkorra saját elbeszéléseket, humoreszkeket is írt, de érezte, hogy „Komlós János, volt ávósként” a magyar kultúrértelmiség körében nem fogadnák jól íróként. Ezért írásait „ismeretlen, vidéki szovjet-orosz írók” elbeszéléseinek fordításaként adta be a Magyar–Szovjet Baráti Társaság lapjaként működő Ország-világhoz, amely – Komlós ÁVH-s hátterét is kellő tiszteletben tartva – közölte azokat. Írhatott humoreszkeket az Irodalmi Újságba is, ahol barátja, Hámos György volt a főszerkesztő, illetve Kotyetov álnéven hosszadalmas tanulmányt egy szovjet regényről a Nagyvilágba, így megjelenve az „újságírás perifériáján”.

### Az 1956-os forradalom idején
Felesége szerint az 1953 utáni oldódás után az 1956-os szellemi pezsgés Komlóst is fellelkesítette. Együtt jártak a Petőfi Körbe, majd ott volt október 23-án a tömegben a Rádió előtti tüntetésen is. Az események radikalizálódása, a szovjet-rendszer megdöntésének és egy polgári rendszer visszatérésének esélye gyorsan kijózanította. Rendszerhívősége egy pillanatig sem rendült meg, egy többpártrendszert hozó valódi rendszerváltástól mi sem állt tőle távolabb, sőt ÁVH-s múltjával, kihallgató tiszti bűneivel jogos félnivalója lehetett. A pesti forradalom egyik gócához közeli Madách téri lakásukból a forradalmárokat már sötét alakoknak látta, „köztük nyilasokkal”. ÁVH-sok után razziázó felkelőktől tartva egy időre eltűnt felesége mellől otthonról. Közben a kémelhárítással is megszakadt a kapcsolata.
A forradalom után emiatt a kémelhárítás vezetői nem akartak szóba állni vele. Végül beadványban tájékoztatta őket az „ellenforradalom” alatti magatartásáról, illetve hogy próbált kapcsolatba lépni, de nem sikerült, majd az „érzékelt bizalmatlanságra” hivatkozva kérte elbocsátását kémelhárítói pozíciójából. '56 októberi magatartását „zavarosnak” értékelték, szemére vetették a Rádió előtti tüntetésen való részvételét – egykori állambiztonsági társai az épületből látták a Rádió előtti tömegben kiabálni –, és azt, hogy állítólag az eseményeket – azok bizonyos szakaszában – forradalomnak nevezte. Párton belüli egyéb pártfogói segítségével sikerült kimagyaráznia magát: a kémelhárításból elhelyezték, a Párt és pártfogói bizalmát azonban nem veszítette el. A titkosszolgálattal ezt követően megszűnt a munkakapcsolata: később egy-egy esetben még segített nekik, de „a rendszeres kapcsolatot már nem szívesen vette.”

### 1956 után: karrierjének megindulása a kultúrszférában
A Külkereskedelmi Minisztériumból 1957 februárjában a pártvezetés – mentorainak közbenjárására – ambícióját és képességeit figyelembe véve a Magyar Rádió irodalmi osztályára helyeztette át műsorszerkesztőnek. A Rádióban a forradalom leverése és megtorlása miatt a legtöbb magyar író nem volt hajlandó szerepet vállalni, a fagyos hangulatban alig lehetett egy irodalmi rádióműsorra való anyagot összeszedni. Komlós viszont ezzel dédelgetett ambíciójának megfelelően kultúrával kapcsolatos, újságírói munkakörbe került.

### A Magyar Nemzet kulturális rovatának igazgatójaként (1957–1962)
Komlós egy éven belül feljebb léphetett vezető újságírói állásba: a Magyar Nemzet kulturális rovata igazgatójának nevezték ki. A kiemelt, pártbizalmi pozíciót befolyásos támogatóinak (Szirmai István propagandavezető, Aczél György), a mögötte meghúzódó, a párt és az értelmiség felső köreibe vezető, később is gyakran megnyilvánuló, erős kapcsolatrendszerének köszönhette. A Magyar Nemzetnél az 1956 utáni tisztogatást és bekeményítést a Sós Endre-Antal Gábor rezsim végezte el. Komlós odakerülése ehhez képest enyhülést jelentett.
Az újságírói munkában kevésbé tapasztalt Komlós egyből nagy tudású, gyakorlott, részben polgári származású újságírók főnöke lett a Magyar Nemzetnél, mint Mátrai-Betegh Béla, Ruffy Péter, Csillag István, Zay László, Vilcsek Anna, Dutka Mária, Gábor István. Komlós hamar feltalálta magát a rovatvezetői szerepben, sőt határozottsága, műveltsége, szerkesztői tehetsége és nem utolsósorban pártháttere nyújtotta kikerülhetetlensége révén rövidesen a főszerkesztő Mihályfi Ernővel szinte egyező tekintély lett a lapnál. 
Nagy kedvvel látott munkához, maga is írt cikkeket, tárcákat, humoreszkeket, jellemzően iróniával megfogalmazott, szatirikus – de végkicsengésükben mindig rendszerbarát – cikkeket. „Leginkább a begyöpösödött buta emberek ingerelték, különösen, ha még hatalom is volt a kezükben. Kíméletlen iróniával tudott kivesézni”.

### A Népszabadság kulturális rovatának igazgatójaként (1962–1967)

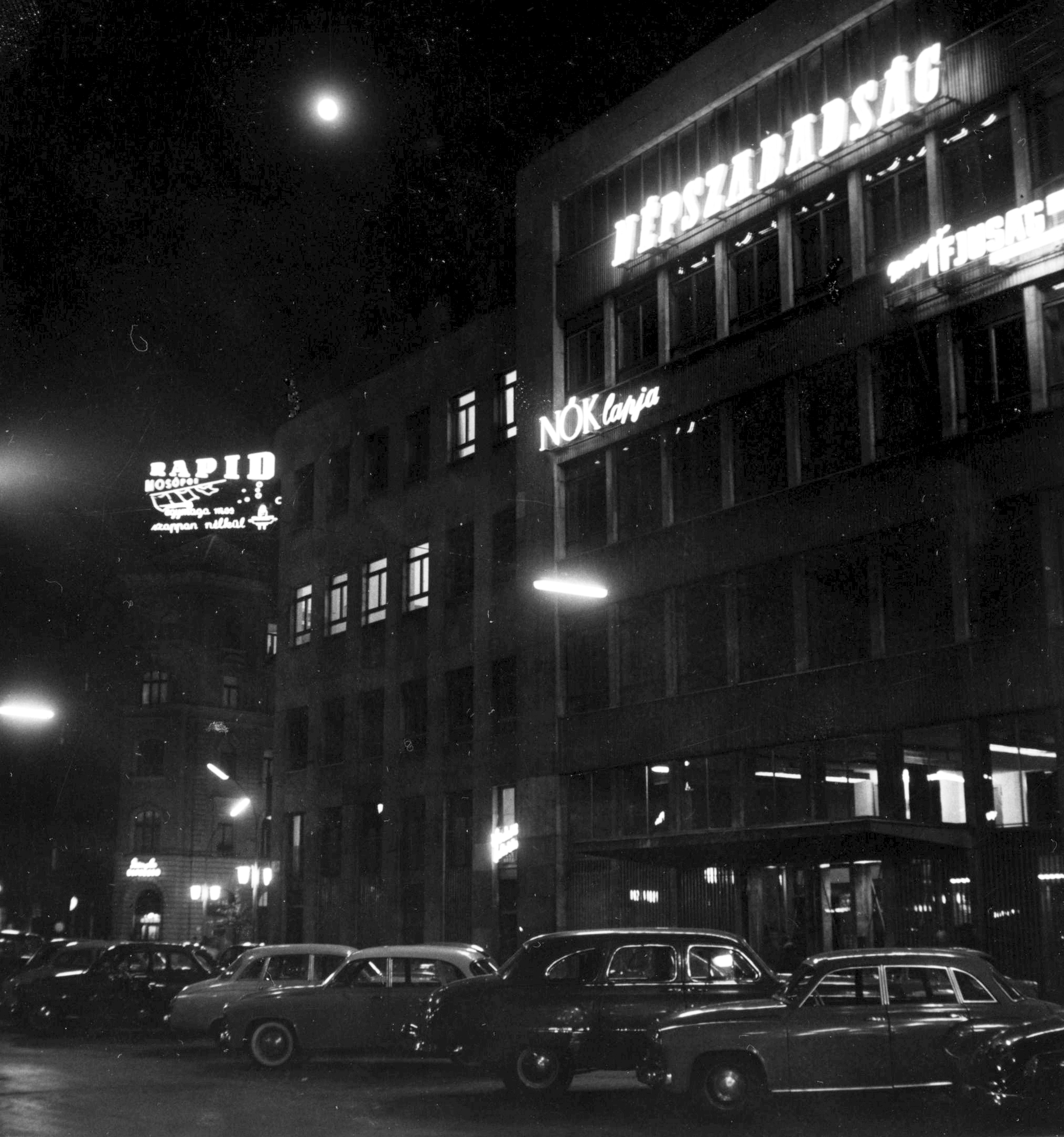
A Népszabadság szerkesztősége 1964-ben, Komlós kulturális rovatvezetősége idejében

Megbízhatóságának, pártbeli támogatóinak és a Magyar Nemzetnél mutatott vezetői teljesítményének köszönhetően 1962-ben még komolyabb megbízatást kapott. Kinevezték az első számú napilap, a Népszabadság kulturális rovatvezetőjének, és a még nagyobb rangot jelentő szerkesztőbizottságba is bekerült, amihez már a párt legfelsőbb döntéshozó testülete, a Politikai Bizottság jóváhagyása kellett. 
A Magyar Nemzet kollaboráló vagy kollaborálni kénytelen, pártonkívüli írókat is megtűrő, irodalmiasabb szellemiségéhez képest a Népszabadság a kiemelt pártlapnak, a párt szócsövének számított, csupa párttag újságíróval, teljhatalmú irányítója Rényi Péter főszerkesztő-helyettes volt.
Komlós fokozatosan jelentős befolyást szerzett Rényi mellett a Népszabadságban. Rényi támogatásával Komlós nekilátott az addig alacsony színvonalú kulturális rovat fejlesztéséhez. Átalakította a szerkesztőséget, új embereket hozott. Gyertyán Ervin és Hegedűs Zoltán filmkritikus, Illyés Gyula házi szerző lett. Az '56 utáni szélsőségesen dogmatikus szellemiség helyébe a műértelmezéseknél ideológiai korlátok között, de teret engedett a többféle kritikusi véleménynek. Eközben a politikai vezetés közvetlen utasításait is Komlóséknak kellett az irodalmi rovat anyagaiba belefogalmazniuk.
Mint a Népszabadság rovatvezetője részt vehetett a párt legfelsőbb döntéshozó testülete, a Központi Bizottság ülésein, összefoglaló titkosszolgálati jelentéseket is rendszeresen megkapott, valamint a külföldi sajtót is olvasta, így kivételes tájékozottsággal rendelkezhetett a mindenkori politikai helyzetet illetően. A nála dolgozó Hajdú János idegen nyelven is tájékozódó, a világpolitika történéseiben mindig naprakész vérbeli hírlapíró entellektüelként írja le, „hatalmas tájékozódási ambícióval és ösztönökkel”.
Rendszeresen járt Nyugat-Európába, filmfesztiválokra, sajtóeseményekre, kulturális rendezvényekre és nyaralni. Ekkori barátnőjével, Surányi Lili filmrendezővel több dokumentumfilmet készített íróként és riporterként. Interjút készítettek Rómában Amerigo Tot magyar származású szobrászművésszel.

### Országos ismertség – Rádiókabaré és TV-műsorok
A Népszabadság mellett az Élet és Irodalom állandó filmkritikusa volt, írt szövegeket tévéműsorokhoz, filmforgatókönyveket. Országosan ismert személyiséggé vált, miután konferanszaival szerepelt a Rádiókabaréban, Az érem harmadik oldala (1964-66) majd később Az én csatornám című televíziós műsorával pedig a televízióban. Az érem harmadik oldala saját, egyszemélyes műsor volt, melyben havonta egy vasárnap este karosszékben ülve adta elő jellegzetes ironikus, példabeszédszerű konferanszait. 1965-1981 között láttak napvilágot szatírái, humoreszkjei és jelenetei, több kötetben.

### A Mikroszkóp Színpad megalapítása

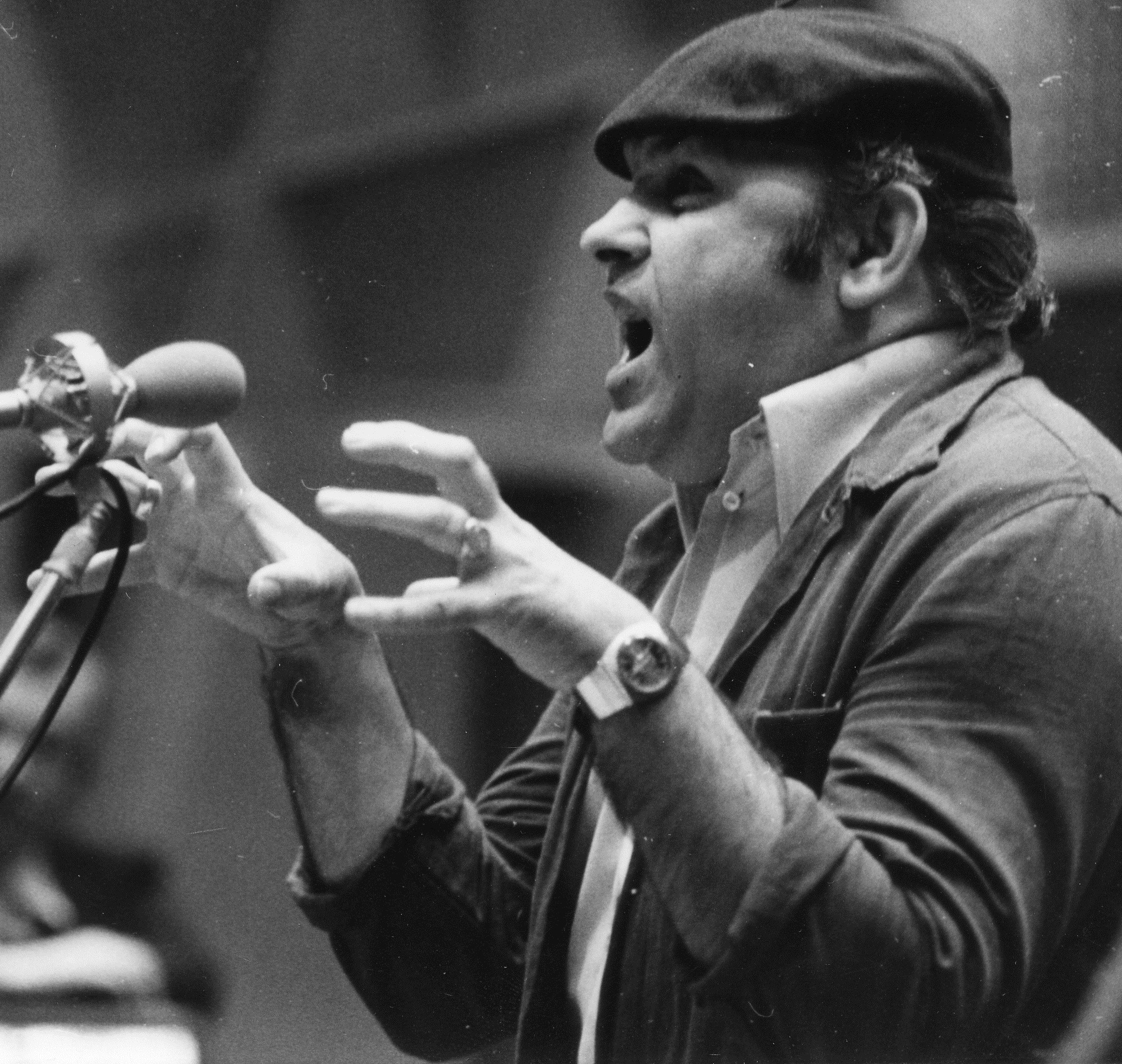
Hofi Géza, Komlós első számú sztárja a Mikroszkópnál, Rádiókabaré felvétel közben 1979-ben

1967-ben, régi vágyát megvalósítandó, az MSZMP felső bizalmi köréhez tartozó Komlós – Aczél György támogatásával – megszerezte a párttól a jóváhagyást egy önálló kabarészínház alapítására. Hogy színházi jártasságát bizonyítsa, még egy színdarabot is írt Majakovszkijról (3-4 előadást ért meg a Nemzeti Színházban). A Mikroszkóp Színpad első korszakában a műsorok nagy részét a színházigazgató Komlós maga írta és konferálta. Komlós jellegzetes politikai konferanszai adták a műsor keretét, a konferanszok között pedig kabaréjeleneteket adott elő a színésztársulat. Komlós kabaréigazgatóként is kivételesen tájékozott volt. Elérte ugyanis, hogy a Mikroszkóp vezetőjeként továbbra is megkapja a Központi Bizottságtól a csak vezetőknek és Népszabadság szerkesztőknek járó napi bizalmas jelentéseket, ami a politikai humor gyártáshoz szükséges volt.
A Mikroszkóp első időszakának fő színészei Harkányi Endre, Gera Zoltán, Soós Edit és Gordon Zsuzsa voltak. Major Tamás és Agárdi Gábor külsős tagként szerepeltek. Komlós a színészek megszerzéséhez szükség esetén a befolyását is latba vetette. A fiatal Harkányit egy vígszínházi előadáson kinézte magának. Szólt a minisztériumban, mire a Vígszínház rendezője, a pártnál befolyással nem rendelkező, „polgárinak” tartott Várkonyi Zoltán kénytelen volt átengedni Harkányit, aki így drámai szerepek helyett kabarészínészi pályára kényszerült. A Shakespeare-kurzus ügye miatt bebörtönzött, vígszínházas Gera Zoltánt szabadulása után szintén erős befolyásával élve vette magához.
Főrendezőnek előbb Aczél György kérésére Gál Pétert nevezte ki, de ahogy lehetett, helyére három év után a gyakorlati munkában addig is segítő Marton Frigyest nevezte ki, akivel tíz éven át, haláláig dolgozott. 1970 táján Marton javaslatára szerződtette az ismeretlen fiatal színészből önálló országjáró hakniműsorai, majd rádiós és tévészereplései révén egyre népszerűbbé váló Hofi Gézát, bár Komlós előbb húzódozott Hofi „alpári humora” miatt. Hofi a társulat meghatározó sztárja lett, fellépései egyértelműen sikeresebbek voltak Komlós konferanszainál. Komlós mégis támogatta Hofit, erősítve a Mikroszkóp sikerét. Komlós a szűk társasági körével tartott éjszakai vita- és ivópartikon Hofival közösen fejlesztették ki a „közülünk való melós” karakterét, ami Hofi meghatározó stílusjegyévé vált.
Munkamódszerét E. Fehér Pál így jellemezte: „Előadás után összejött a társaság Komlós irodájában, ahol beszélgettünk és ittunk. Zoltai hozta a konyakot, de ő nem maradhatott a szobában. Ott voltak a szovjetek, Tamás Pista, Agárdi Gábor, Gyurkó Laci, MGP is elég gyakran előfordult, természetesen Hofi, no meg Tóth Dezső és Szabó István színházi főosztályvezető. […] Komlós állta a cehhet, és nagyon lebaltázott minket, ha hoztunk italt, mert nem hagyott senkit fizetni. Általában napi dolgokról folyt a fecsej, hírek kommentárok hangzottak el. Biztosak lehettünk benne, hogy másnap benne lesz a műsorban.”
Az 1970-es években népszerű vidéki haknikörutak szervezésével sikerült a vezetői fizetést rendszeres extra gázsival és szervezői bevétellel kiegészíteni: ismert szórakoztató művészekkel (humorista, énekes, bűvész stb.) adtak vegyes előadásokat, egy időben, 5-6 szomszédos falusi művelődési házban. Míg a napidíjas művészek adták az alapműsort, Komlós Hofival „pöttyözött" – végigjárta az összes műsort.
Színházi tevékenysége mellett hosszú ideig szerepelt a Rádiókabaréban is: Az érem harmadik oldala, valamint Az én csatornám című televíziós műsorai nagy sikert arattak. Komlós Hofival való viszonya a halála előtti években megromlott.

### Hanyatló egészsége, halála
Színházigazgatói évei alatt sajátos, egyszerre feszített és bohém, önromboló életvitelt folytatott. „Mindig volt benne egy liter konyak. Estére legalábbis. Enélkül fellépni se tudott. Néha szó szerint. De a közönség sohasem vette észre.” Utolsó éveiben kétszer is szívinfarktus érte, életvitelén mégsem változtatott. 1980. július 18-án, 58 évesen, hirtelen halt meg szívrohamban, Budapesten. Farkasházy Tivadar szerint sokan tartottak tőle, és nem voltak igazán megrendülve a temetésekor. Halála után Hofi új műsorában „Komlós után szabadon” hofis geggel búcsúzott mentorától.

## Komlós, mint kabarészerző és konferanszié

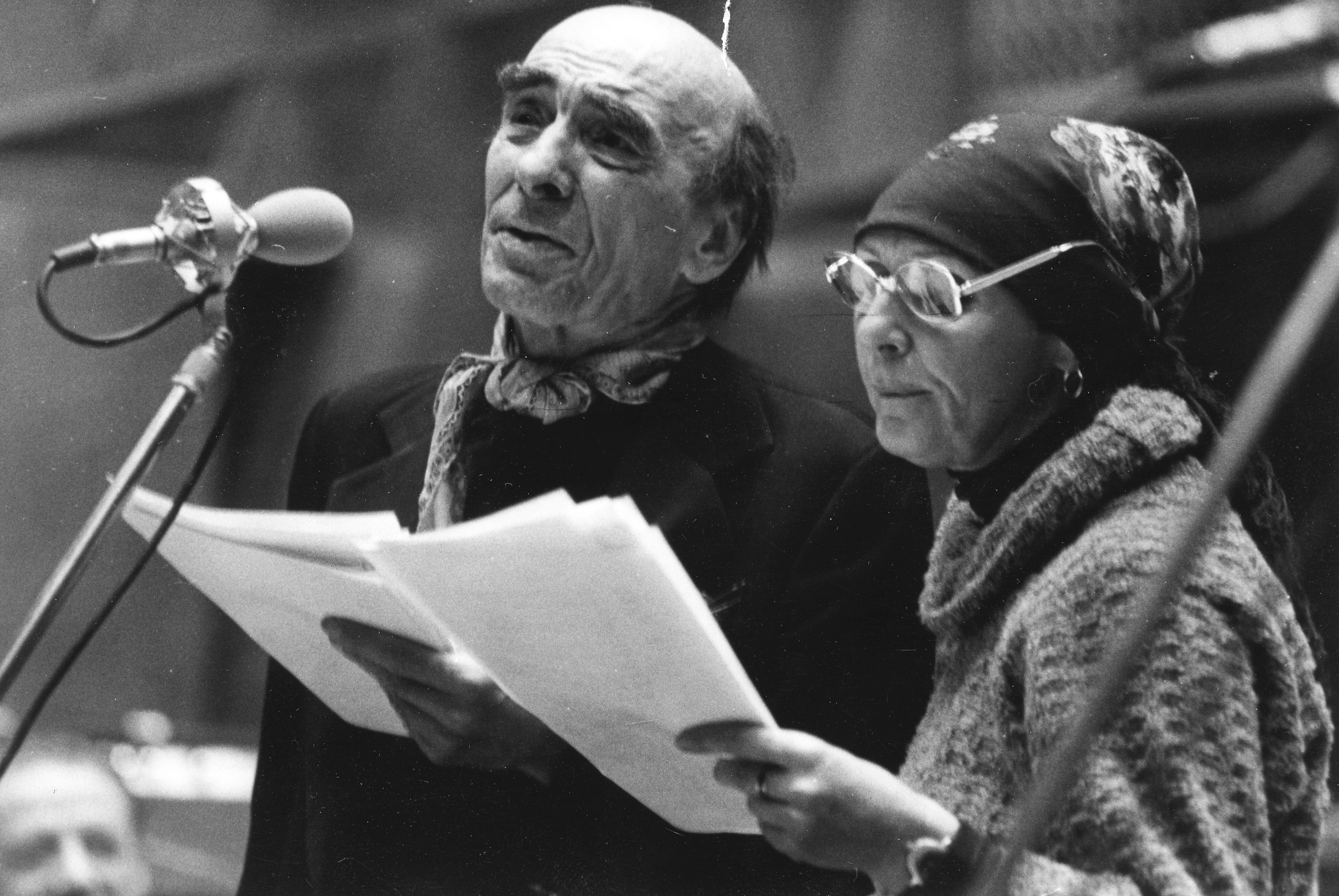
„Jenő és Lujza” – Major Tamás és Psota Irén Komlós János jelenetét adja elő egy Rádiókabaré felvételen 1979-ben

Komlós kabaré konferansziéként sajátos stílust képviselt: hosszú, nagyívűen felépített, intellektuális gondolatmeneteket mondott, politikai üzenetekkel, kétértelmű poénokkal, fanyar iróniával. Népszerű sorozata volt a Lujza és Jenő, Psota Irén és Major Tamás előadásában. Farkasházy szerint Komlós receptje az volt, hogy ő megírta a tanmeséit, „Harkányinak meg Gerának el kellett mondani a példabeszédeket, amiknek a végén mindig ott volt egy vörös farok. Komlós szerintem ezeket az okosságokat azért tudta eladni, mert utána jött Hofi, aki megnevettette az embereket.” A közönség körében egyre csökkenő népszerűségű konferanszait kortársai így jellemezték: „A tévében havonta megjelent mimika nélküli, zárt mandarinarcával, …görcsös gesztusokkal.” (Molnár Gál Péter); „…ha valaki megjelenik [a színművészeti főiskolán] hasonló gesztikulációval, nem engedjük színpadra.; „Mint kabarettista jóval nagyképűbb volt, mint amikor ő képviselte a magyar kulturális politikát (Ungvári Tamás, színművészetis tanárként). „...csillogóan művelt volt, és kegyetlenül logikus. Ezek a konferanszok műtétek voltak, a sebész pontosságával odatalálva, soha egy millimétert nem hibázva.” (Peterdi Pál); „Komlós tulajdonképpen a színpadon is újságíró volt. […] Vezércikkeket mondott el konferansz helyett. Komlós azt folytatta, amit mint humoros hangvételű publicista a Népszabadságban elkezdett.” „Hofinak nagyobb sikere volt, meg hát tündöklő volt. Jani nem volt tündöklő a színpadon, ő […] éles és kemény logikával felépített számokat adott elő.” (MGP). Komlós – helyzetét kihasználva – hajlamos volt a poénok ellopására a humorista kollégáktól. Mivel privilégiuma volt, hogy 40-50 percig beszélhessen a szilveszteri kabaré elején, ha kezébe került az utána következők szövege, „szemérmetlenül kiszedte a poénokat” és gyorsan elmondta előttük. Farkasházy szerint Komlós legnagyobb érdeme, hogy a kabarét jobb időkre átmentette.

### A Komlós-féle szocialista politikai kabaré
Komlós János a Kádár-Aczél-korszak egyik legjellegzetesebb kommunista értelmiségi figurája volt. Egyik fő létrehozója a „szelep rendszerű” politikai kabarénak, hozzájárulva közvetve Magyarország legvidámabb barakk jellegéhez. Komlós, „miközben a folyamatos kádári kiegyezést szolgálta, propagálta azt a véleményét, hogy a kabaré mindig hatalomellenes, független és kisemberpárti.” Farkasházy Tivadar szerint „Komlós látszólag bátor dolgokat mondott, de igazából mindig az volt a végkicsengésük, […] hogy tulajdonképpen a rendszer jó, csak vannak buta emberek, és ő a butaság ellen harcol.” A politikai feltételek a 60-as évek végén kedveztek a Rádiókabarénak és a komlósi humornak. Reformkísérletek kezdődtek, bizonyos mértékig javult az életszínvonal, az emberek mindennapi élete kedvezőbbé vált. A politikai vezetés lassan rájött, hogy a humor a feszültségek levezetésével segíti a rendszer legitimitását és stabilitását, „kinevetni önmagunkat, ez nem szocializmusellenes valami”. Így a pártelitben és a magyar kultúrpolitikában befolyásos vezetők – legfőképpen Aczél György – támogatták Komlós tevékenységét. Molnár Gál Péter szerint egy darabig progresszív szerepet játszott a Mikroszkóppal, publicisztikájával, az ’56 utáni dogmatikus viszonyok lazításával. Aztán a 70-es évektől az egyre inkább „felülről engedélyezett odamondogatássá” váló szerep mind kevésbé volt hiteles a közvélemény számára. „Az új gazdasági mechanizmus csődje után érezte, hogy a pátosz, amit ő a humor mellett művelt, nem igazán alkalmazható a hazugság veszélye nélkül. Talán '68 az a határvonal, akkor már országos ismertségre tett szert a televíziós műsorai következtében, amitől kezdve a közéletben való részvétel vágya egyre kisebb lett benne. […] nem is annyira az alkohol vitte el, mint inkább egy világnézet csődje volt az, amibe végül belehalt.”
„...És akik ismernek, azok tudják, hogy nem vagyok afféle tréfás kópé, akkor sem, ha olykor a rádióban, a tv-ben és esténként a Mikroszkóp Színpadon csörgősipkát teszek a fejemre. [...] Nem vagyok humorista. Kritikus és író sem vagyok. Csak hozzászóló. Gyakran érzem, hogy muszáj hozzászólnom ehhez is, ahhoz is.”

## Magánélete, jellemrajza

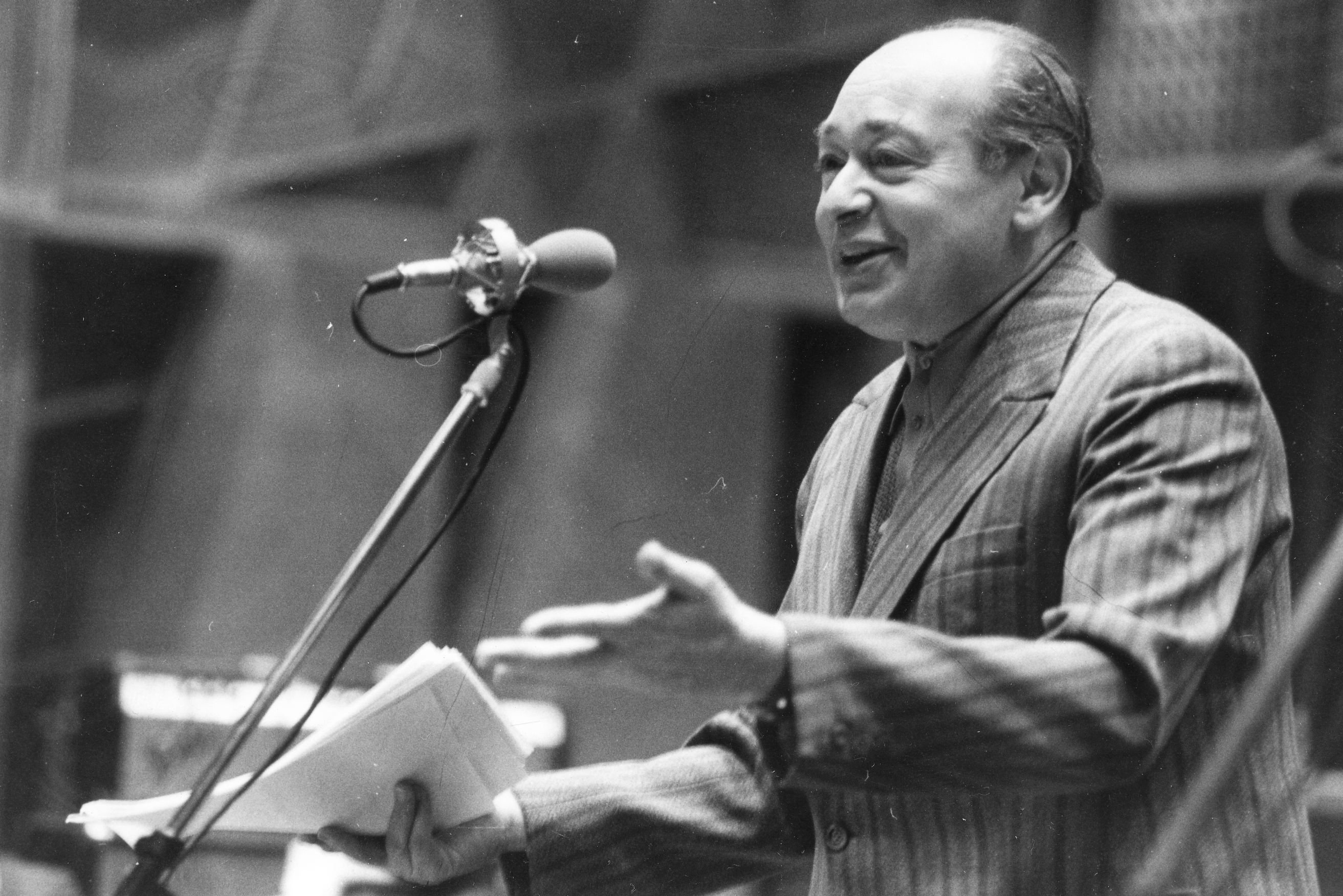
Komlós Rádiókabaré felvétele közben

Hírlapíróként Budapest legjobb szabójánál varratott ruhákban járt, már-már gigerlisen elegánsan. Befutott igazgatóként nagyvonalú villában élt, terveit Janesch Rudolffal, a főváros akkori főépítészével készíttette. Szerette a nőket, és őt is szerették a nők. Munkahelyein az ott dolgozó titkárnők általában rajongtak érte. A 60-as évek elején közös munkák során összejött Surányi Lili filmrendezőnővel, éveken keresztül tartó kapcsolatukról a művészvilág és családja is tudott. Kedvenc itala a konyak volt, bár ismerte a Seguintól kezdve a Rémy Martinig a világ összes jó konyakját, a Lánchídra esküdött. Fradi-szurkolóként bérlete volt az Üllői úti focimeccsekre. Hiú volt írástudására, gondolkodóképességére, írásainak visszhangjára, olvasókra-hallgatókra-nézőkre tett hatására.
A sikerei csúcsán a pártvezetés személyes kapcsolatrendszerében kivételezett kapcsolatok fűzték a Kádár-rendszer kulturális életének nagyhatalmú vezetőjéhez, Aczél Györgyhöz, a körülötte csoportosuló legszűkebb bennfentes értelmiségi körhöz tartozott. Így a párt képviselőjeként – a Kádár-rendszerre jellemzően – a saját területén teljhatalmat élvezett, a párt politikai hatalmát megkérdőjelező ellenvéleményt, szellemi ellenállást nem tűrt meg. Aczél György mindig úgy beszélt Komlós Jánosról, mint ezer százalékig megbízható, a szó nemes értelmében egy eszmerendszer és egy politikai törekvés alapkatonájáról „Komlós őszintén hitt a szocializmus eszményeiben, de egyáltalán nem gondolta azt, hogy ezt fafejű és unalmas, főleg pedig humortalan funkcionáriusok fogják felépíteni. […] szomjazta a sikert, lépten-nyomon elismerésre vágyott, még ha gondosan és gőgösen leplezte is ezt.” Barátnője szerint „nyilván irigységből, de nagyon sok utálat, gyűlölet övezte. Féltek tőle.” „Egy nagyon okos, távolságtartó, abszolút racionális, fura pofa volt. Olyan ember, akitől inkább félni kell.” (Szilágyi János)
Marton Frigyes szerint az antiszemitizmussal, a háború előtti fasizmusra emlékeztető legkisebb jelenséggel szemben is kérlelhetetlen volt. „Ha élne, Csurkával mosná fel az előszobát.” Nem kedvelte Illyés Gyulát, Kodolányi Jánost, Németh Lászlót sem, mert antiszemitának tartotta őket.

## Emlékezete, anekdoták

### A Latinovits-visszaszólás
A művészkörökben közismert anekdota szerint 1976-ban egy alkalommal Latinovits Zoltán bement a Mikroszkóp Színpadra megnézni egy előadást. Találkozásukkor Komlós így szólt Latinovitshoz: „Nem tudom, miként üdvözöljem itt Önt: mint Latinovits Zoltánt, a híres színészt, mint Latinovits földbirtokos fiát vagy mint a legidősebb Gundel unokát?” Latinovits így válaszolt: „Én sem tudom, kinek köszönjem meg, Komlós Jánosnak, a Mikroszkóp Színház igazgatójának, az egykori ÁVO-s katonatisztnek vagy a zsidó rabbi( fiá)nak?

### Fél konyak útközben
A 70-es évekbeli Mikroszkóp műsor egyik, Marton Frigyes által kieszelt show-eleme volt, hogy Komlós a műsorszámok között a legváratlanabb helyekről lép be a terembe, hol elöl, hol hátul, alul vagy felül, meglepve a közönséget. A színházi pletyka szerint Komlós e formabontó ötletnek azért is örült, mert így kénytelen volt az előadás közben 8-10-szer is átsietni a szomszédos Rátkai-klub büféjén, ahol mindig be tudott kapni egy, a pincérek által előre odakészített fél konyakot.

### Királyhegyi Pálszatirikus sírverse Komlós Jánosról
Büszke sólet, hervadt ÁVÓ-s.
Itt nyugszik a Komlós Jánós.

## Színházi munkái
A Színházi Adattárban regisztrált bemutatóinak száma: szerzőként: 38; színészként: 14.

### Szerzőként
- Sok téma keres egy szerzőt (1961)
- Így írunk mi! (1962)
- Bohózat-album (1962)
- Lélektől lélekig (1963)
- Ezek a mai fiatalok (1963)
- Tiszta szóval (1963)
- „A humor: a teljes igazság” Mikes Lilla előadóestje (1963)
- Nem félünk a tv-től (1963)
- Nem politizálunk (1963)
- Ez van! (1964)
- A könyvek és én (1964)
- Így szerkesztünk mi! (1964)
- Made in Hungary (1966)
- Paródia-parádé – Mikes Lilla estje (1967)
- Az Édent bezárták (1967)
- Mindenre Képes Újság (1967)
- Lear király (1967)
- Tessék tovább menni (1969)
- Kiszera méra bávatag (1969)
- A tetőn dolgoznak! (1970)
- Aki néző akar lenni (1971)
- Tiszta vizet a fejekbe... (1972)
- A versenyló halála (1973, 1977)
- Iván hajója (1974)
- Magától nem megy (1974)
- ’Folyt.köv.’ (1975)
- Thália kabaré (1975)
- Fehér hajó (1976)
- Ki fog gólt lőni? (1976)
- 60. szimfónia (1977)
- Minek néz engem? (1978)
- Az első vadászat (1979)
- Jóból is megárt a kevés (1983)
- Csendesek a hajnalok (1984, 2003)

### Színészként
- Nem félünk a tv-től …
- Nem politizálunk …
- Ez van! …
- Mindenre Képes Újság …
- Fő a fejünk … Konferanszié
- Tessék tovább menni … Konferanszié
- A tetőn dolgoznak! …
- Aki néző akar lenni …
- Tiszta vizet a fejekbe …
- Magától nem megy … Konferanszié
- Thália kabaré … Vendég
- Ki fog gólt lőni? … Konferanszié
- 60. szimfónia …
- Minek néz engem? … Konferanszié

## Filmjei
- Minden kezdet nehéz (1966)
- Nem várok holnapig... (1967)
- Ez csak divat (1976) tévésorozat

## Idézetek
A Dunánál. „A rakodópart alsó kövén ültem, néztem, hogy úsznak el a rokonaim.”

Azt hiszem, elapróztam a tehetségtelenségemet.

Labdarúgás. A taktikánk jó volt. A baj csak az volt, hogy az ellenfél nem ismerte.

## Irodalmi művei
- Elárult ország (az 1945-ös német megszállás és a Horthy-korszak történelmi krónikája és elemzése, 1961)
- Többet ésszel, mint anélkül (karcolatok, 1962)
- Az érem harmadik oldala (karcolatok, 1964)
- Csak az első száz év nehéz (humoreszkek, 1965)
- Miért kell az oroszlánt felfújni? (szatírák, 1966)
- A kritikáról. 1959/60; Magyar Újságírók Országos Szövetsége Újságíró iskola, Bp., 1966
- Az Édent bezárták (színmű, 1967)
- Gól nélkül nem megy (humoreszkek, jelenetek, 1967)
- Nyitott szemmel (tanulmányok, kritikák; Szeged, 1969)
- Fő a fejünk (humoreszkek, 1970)
- Mikroszkóp; Magyar Újságírók Országos Szövetsége, Bp., 1972
- Görgey Gábor–Komlós Jánosː Európa express; inː A lónak vélt menyasszony; rend. tanácsok Ardó Mária, Bicskei Gábor; NPI, Bp., 1973 (Színjátszók kiskönyvtára)
- Hányszor mondjam? (humoreszkek, 1974)
- Tiszta vizet a fejekbe (humoreszkek, 1981)

## Díjai, elismerései
- Rózsa Ferenc-díj I. fokozat (1961)
- Karinthy-gyűrű (1976)